# 11. September – Die letzten Stunden im World Trade Center
11. September – Die letzten Stunden im World Trade Center ist ein Dokumentarfilm aus dem Jahr 2002 der Brüder Jules und Gédéon Naudet über den Terroranschlag auf das World Trade Center in New York.
Ursprünglich hatten die französischen Filmemacher einen Film über einen „Feuerwehrmann in Ausbildung“ in New York City geplant. Dabei gerieten sie am 11. September 2001 in die Rettungsaktion der Feuerwehr in New York (FDNY) und es gelangen ihnen dramatische und einzigartige Bilder der Katastrophe und des Umgangs der Menschen mit dem 11. September.

## Handlung

### Vorgeschichte
Die einzelnen Schritte der Ausbildung eines Feuerwehrmanns werden vorgestellt. Der Hauptdarsteller wurde ausgewählt, Rekrut Antonios „Tony“ Benetatos.

### Der erste Einschlag

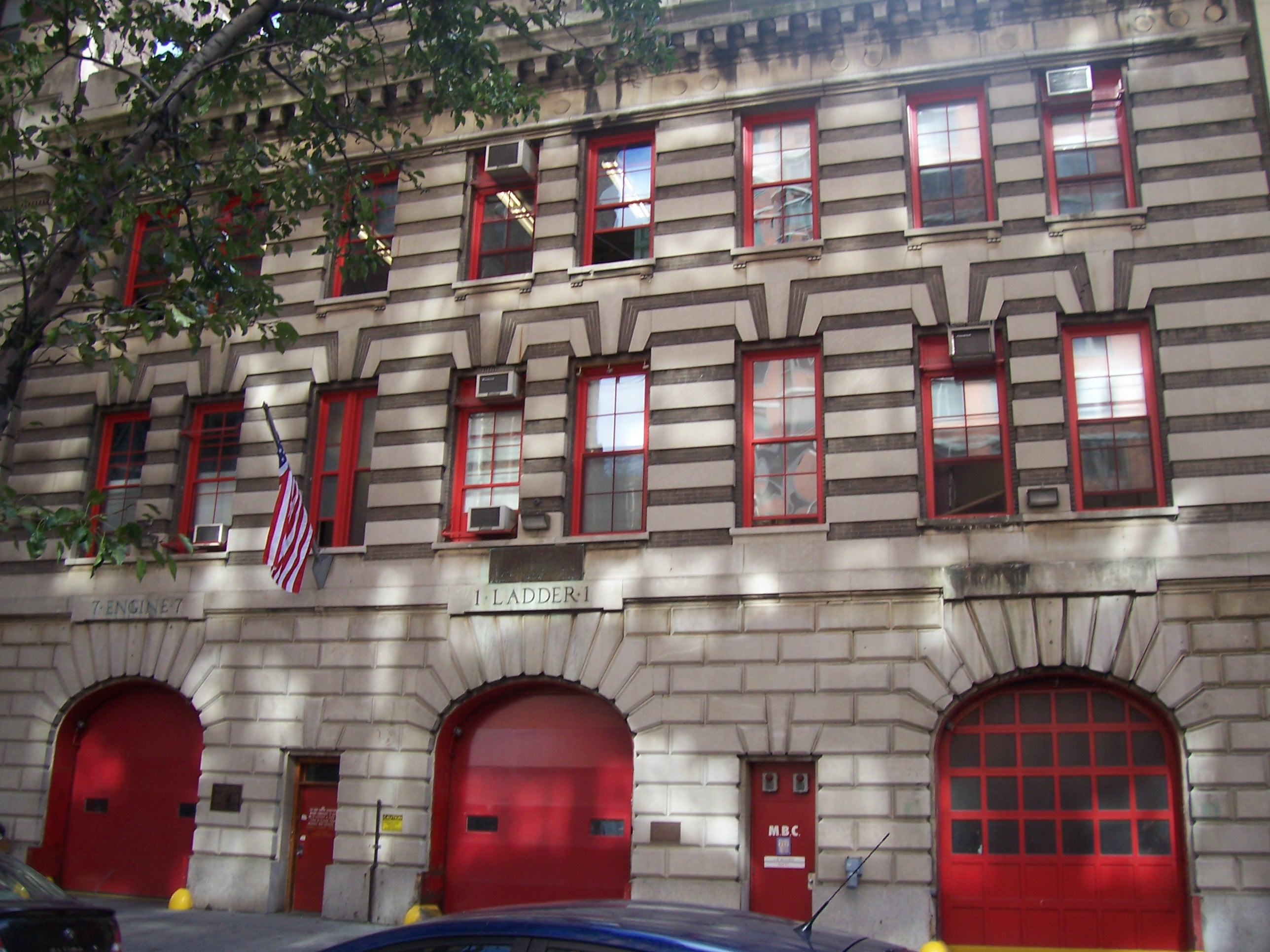
Die Feuerwache in der Duane Street

Jules Naudet begleitete einen Löschzug der Feuerwache 100 Duane Street gerade bei einem Routineeinsatz, einem telefonisch gemeldeten mutmaßlichen Gasalarm an einer Straßenkreuzung. Er filmte die Feuerwehrleute bei ihrer Routinearbeit, als plötzlich lauter Flugzeuglärm zu hören war. Er schwenkte die Kamera in Richtung des World Trade Centers und filmte, wie American-Airlines-Flug 11, ein Passagierflugzeug, von rechts ins Bild kommend mittig und sehr hoch in die Nordfassade des Nordturms des World Trade Center einschlug.
Die Naudet-Brüder verkauften die auf zwölf Sekunden verkürzte Einschlagsszene umgehend separat an diverse Fernsehsender – mit dem Honorar finanzierten sie die umfangreichere filmische Dokumentation ihrer gesamten Feuerwehrgeschichte.

### Reaktion auf den Einschlag
Naudet filmte im Folgenden die Reaktion der Feuerwehr-Einheit – insbesondere die ihres Einsatzleiters Joseph W. Pfeifer: Die ersten Rückmeldungen an die Leitstelle während der Anfahrt zum World Trade Center, die Ankunft in der Lobby des Nordturms, den unvollkommenen Versuch, eine Kommandozentrale vor Ort einzurichten, die technischen Probleme mit den Fahrstühlen und dem Funkverkehr. Immer mehr Einheiten folgten der ersten Alarmierung zum Nordturm. Man sieht Feuerwehrleute, die sich als erste Löschtrupps auf den Weg nach oben machten – viele von ihnen haben den Tag nicht überlebt.

### Der zweite Einschlag
Gédéon Naudet, der sich zur Zeit des ersten Einschlags auf der Feuerwache befand, machte sich zu Fuß mit seiner Kamera auf den Weg zur Einsatzstelle. Zufälligerweise filmte er dabei, wie sich United-Airlines-Flug 175 als das zweite Passagierflugzeug seitlich in den Südturm des World Trade Center bohrte, wobei viele zertrümmerte Gegenstände den Menschen auf der Straße zu schaffen machten. Die Aufnahmen von Jules Naudet, der sich immer noch in der Lobby des Nordturms aufhielt, dokumentieren das Dilemma der Einsatzkräfte: Sie verstanden anfangs nicht die Bedeutung der neben ihnen herabstürzenden Trümmer.

### Einsturz der Türme
Die Kamera von Jules Naudet zeichnete die Reaktion der Einsatzkräfte auf, als der benachbarte Südturm einstürzte. Dem ohrenbetäubenden Lärm des Einsturzes folgten die Dunkelheit und große Mengen weißlichen Feinststaubs.
In der Folge filmte er im Gebäude die Bemühungen, den leblosen Körper des Feuerwehrpfarrers, Kaplan Mychal Judge, zu bergen. Als die Sicht etwas besser wurde, bemühte man sich, den Gebäudekomplex zu verlassen, was sich angesichts der mangelnden Sicht, der fehlenden Orientierung und der Gefahr, von nach wie vor herabfallenden Menschen oder Trümmern getroffen zu werden, als schwierig erwies. Es gelang ihnen schließlich, das Gebäude zu verlassen, das kurz darauf einstürzte. Ein zweites Mal war Jules Naudet von Dunkelheit und Staub umgeben.

### Wiedersehen auf der Wache
In der Wache filmte Gédéon Naudet, wie nach und nach die Feuerwehrleute wieder dort eintrafen. Man freute sich, umarmte sich, weinte. Es stellte sich heraus, dass alle Mitglieder der Einheit das Unglück überlebt hatten. Einzig jener Feuerwehrschüler, der eigentlich Gegenstand der Dokumentation sein sollte, blieb kurze Zeit verschollen. Doch auch er tauchte wohlbehalten auf. Er war mit einem pensionierten Feuerwehroffizier an der Brandstelle gewesen.

### Die Bergungsarbeiten am Ground Zero
In der Zeit nach den Anschlägen verfolgten die Naudet-Brüder die Bemühungen der Feuerwehrleute, Überlebende in den Trümmern des World Trade Center zu finden. Immer häufiger konnten schließlich nur noch Tote geborgen werden – darunter 343 Feuerwehrleute.

## Hintergrund

### Ort
Die Wache 100 Duane Street im Film ist die Wache des Battalion 1, Drehleiter 1 und Löschfahrzeug 7, in Manhattan. Duane Street zwischen Church Street und Broadway. Erbaut von 1904 bis 1905, Architekten: Trowbridge & Livingston.

### Besonderheit
Die Aufnahmen des American-Airlines-Flugs 11 galten zunächst als die Einzigen, die den ersten Einschlag zeigen. Erst zum zweiten Jahrestag der Anschläge präsentierte der amerikanische Fernsehsender ABC ein Amateurvideo von Pavel Hlava, der zufällig ebenfalls den ersten Einschlag, bzw. eine Rauchwolke davon, von einem sehr weit südlich gelegenen Standpunkt an der Einfahrt des Brooklyn-Battery Tunnel aus aufgenommen hatte. Eine dritte Aufnahme des Einschlags besteht aus einer Serie von Einzelbildern aus einem Videostream, den Wolfgang Staehle als Teil einer Kunstinstallation eingerichtet hatte.

### Veröffentlichung
Geschätzte 40 bis 50 Millionen Zuschauer – ein Drittel aller Fernsehzuschauer der USA – sahen den Film bei seiner Erstausstrahlung am 11. März 2002. Die amerikanische TV-Fassung (mit Robert De Niro als Kommentator) ist ca. 30 Minuten länger als die in Deutschland veröffentlichte DVD-Version. Ergänzend zur Filmdokumentation enthält die Videofassung zusätzliches Material und Interviews über die beteiligten Feuerwehrleute, die Rettungsmannschaften und ein Interview mit den Naudet-Brüdern.
Erstausstrahlung im deutschen Fernsehen war am 11. September 2002 im Ersten.

## Rezeption
„Der Film bündelt die Ereignisse und versteht sich als Erinnerungsarbeit, die einen der schwärzesten Tage in der amerikanischen Geschichte dokumentiert. Gleichzeitig wird ohne aufgesetztes Pathos der aufopferungsvollen und gefährlichen Arbeit der New Yorker Feuerwehr gedacht. Ein zeitloses Dokument, dessen Originalfassung von Robert De Niro kommentiert wird, wobei der Off-Kommentar die bedrückenden Bilder allerdings mitunter zerredet.“

„Man könnte an dem Film, einer Mischung aus Denkmal und Trauma-Verarbeitung, manches kritisieren. Seine am klassischen Hollywood-Drama orientierte Erzählstruktur etwa oder den massiven Einsatz pathetischer Klaviertöne, der für die deutsche Fassung abgemildert wurde. Aber das ist kleinlich angesichts jener Männer, die im Eingangsbereich des Nordturms beschließen, mit 30 Kilogramm Ausrüstung das Treppenhaus hochzusteigen.“

„Ein knappes halbes Jahr haben die Naudet-Brüder ihren Film bearbeitet. Das Porträt der Männer einer Feuerwache ist es geblieben (und das des Feuerwehrlehrlings Tony, der am 11. September die Feuerwache hütete). Zugleich wurde es ein genaues Abbild der Stunden nach dem Attentat – Eindrücke von Staub und Schutt, Ungewissheit und Angst. Man erfährt von den Schuldgefühlen der überlebenden Kollegen; man hört die raue Sprache der Kumpels und ihre fast zärtlich-toughe Art, miteinander umzugehen (Wörter wie shit oder fucking hell wurden übrigens in den USA bei der Uraufführung auf CBS am 11. März kritisiert.)“

## Auszeichnungen
Die Dokumentation war bei der Emmy-Verleihung 2002 insgesamt fünfmal nominiert und hat zwei Preise gewonnen. Beim Deutschen Fernsehpreis 2002 gewann der Film den Preis als Bestes internationales Programm. Bei den Satellite Awards wurde der Film in der Kategorie Special Humanitarian DVD Award ausgezeichnet.

## Weitere Filme
In drei weiteren Filmen anlässlich des 5., 10. und 15. Jahrestages der Anschläge verfolgen die Brüder Naudet die Spuren der Feuerwehrleute in den Jahren nach den Anschlägen. Sie fragen, was aus einzelnen Rettern von damals geworden ist. Es wird gezeigt, dass die meisten pensioniert sind, berichtet, dass viele mit gesundheitlichen Einschränkungen belastet sind, und im Laufe der Filmreihe deutlich, dass manche daran versterben.